# Hydroporus goldschmidti
Hydroporus goldschmidti är en skalbaggsart som beskrevs av Gschwendtner 1923. Hydroporus goldschmidti ingår i släktet Hydroporus och familjen dykare. Inga underarter finns listade i Catalogue of Life.